# 克罗奇费里圣宁法堂
克罗奇费里圣宁法堂（意大利语: Chiesa di Santa Ninfa dei Crociferi）是一座巴洛克-风格主义风格的罗马天主教教堂，位于意大利巴勒莫历史中心的塞拉卡迪区（Seralcadi）的马奎达街（Via Maqueda）。该堂属于靈醫會（又名克罗奇费里）。

## 历史
该堂供奉巴勒莫的一位主保圣人- 是该市第二大街道马奎达街开通后建造的第一批建筑之一。教堂于1601年8月10日开始奠基仪式。嘉弥禄也出席了开幕仪式。该建筑由该市几个贵族家庭捐款。在同一地区，建造了靈醫會会院。
最初的计划可能是在罗马准备的。许多建筑师参与了建筑：乔瓦尼·马科利诺、贾科莫·阿马托、朱塞佩·克莱门特·马里亚尼、费迪南多·伦巴多和朱塞佩·维南齐奥·马尔武利亚。教堂于1660年开放，但由于财政困难，该建筑直到1750年完工，立面由费迪南多·伦巴多完成。教堂里有许多重要艺术家的作品。
教堂里保存有圣嘉弥禄的一些圣髑。
第六代从男爵约翰·阿克顿爵士于1811年去世后被埋葬在这里。

## 艺术

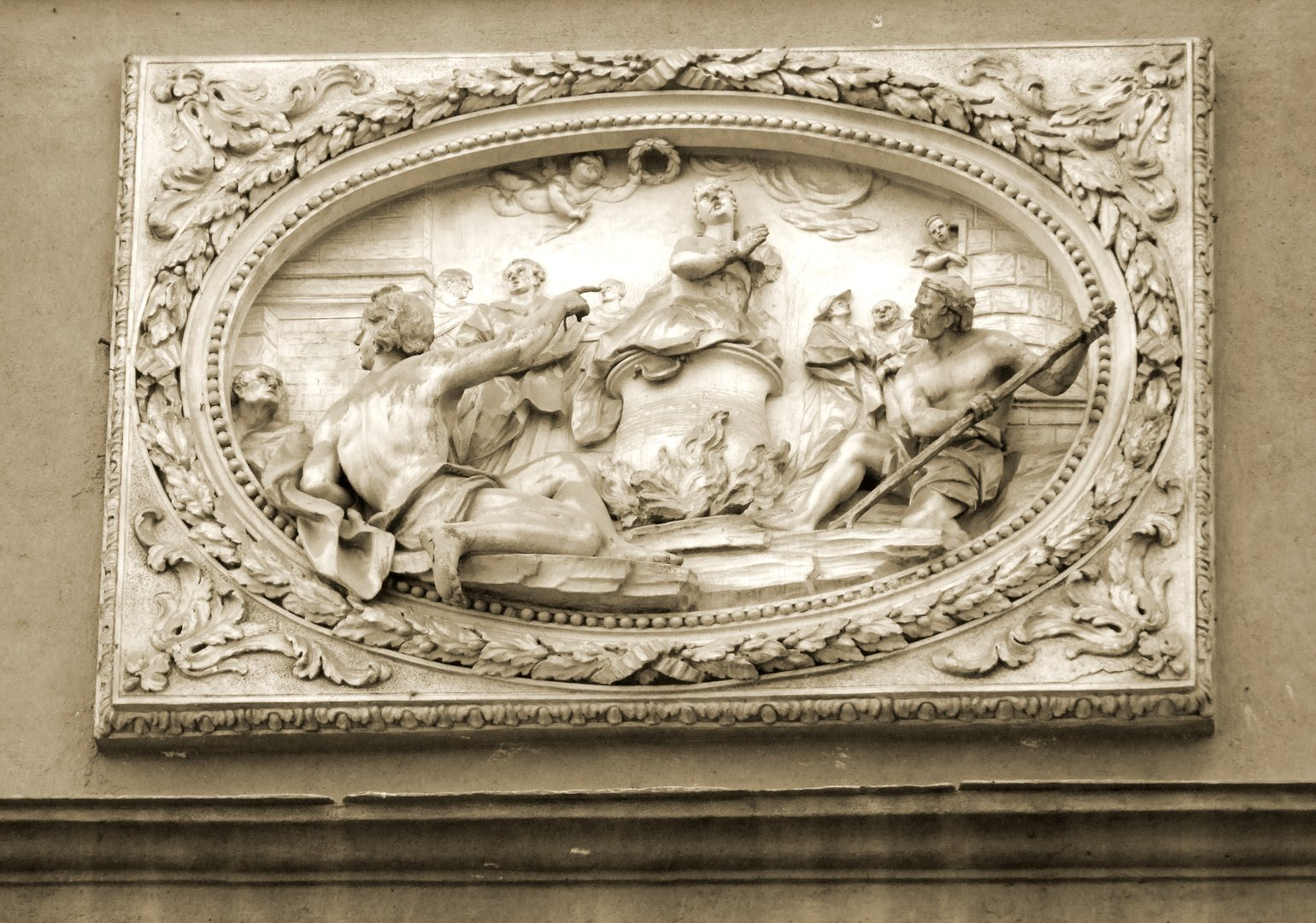
立面：《圣宁法殉道》，加斯帕雷·菲里奥洛

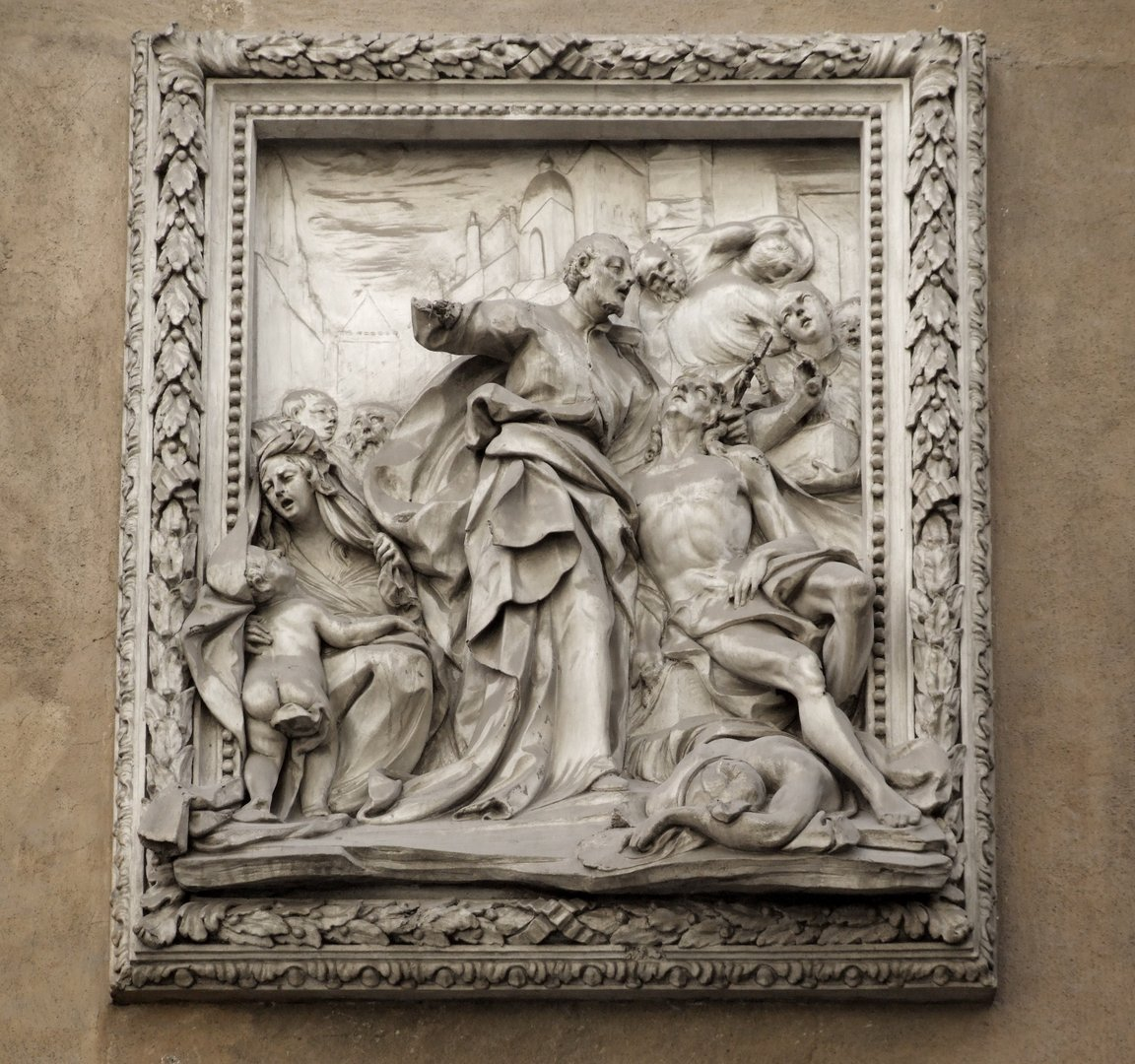
立面：《圣嘉弥禄照顾体弱者》，维托里奥·佩雷斯

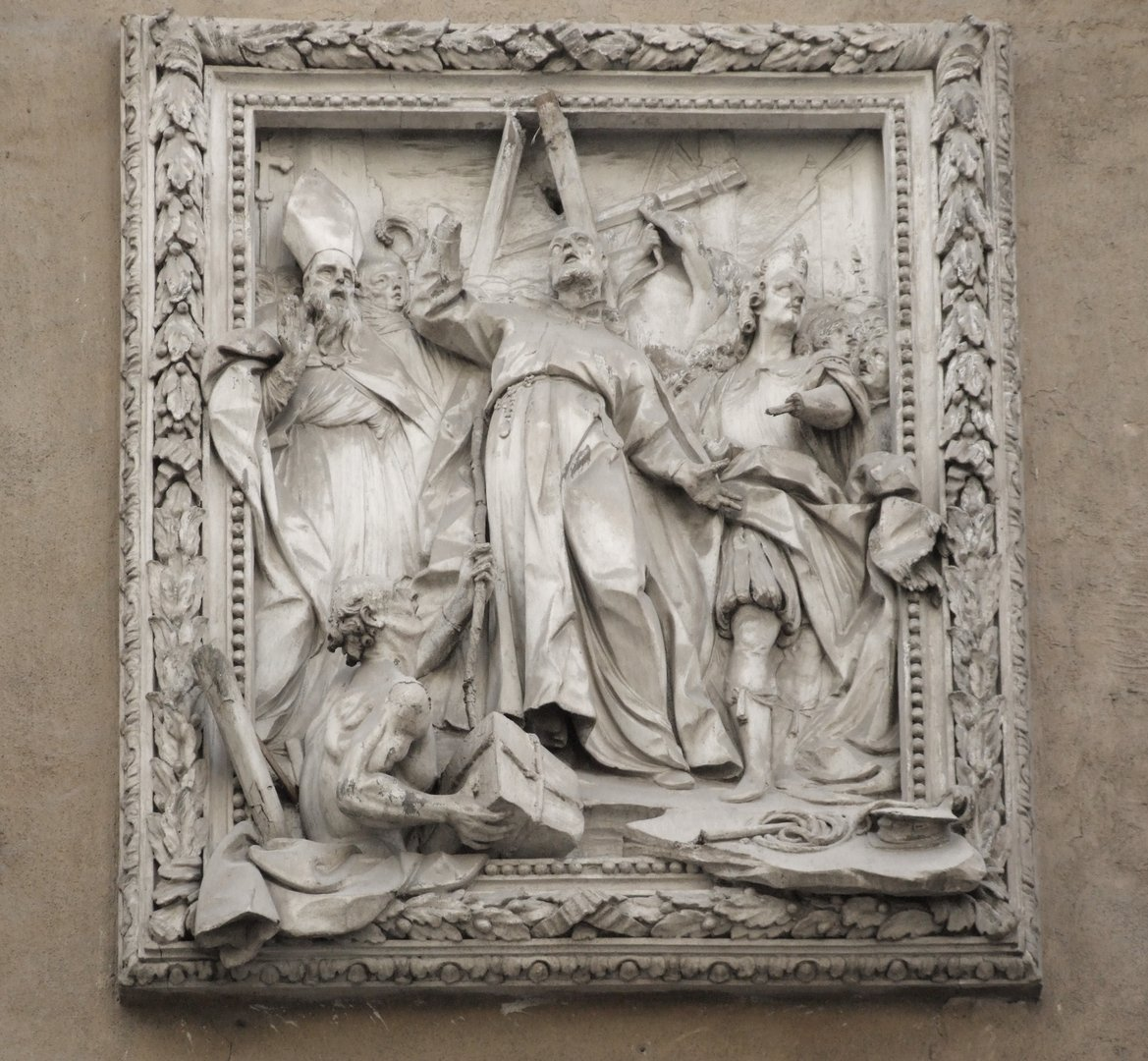
立面：《教堂的开工》，维托里奥·佩雷斯

### 绘画
布面油画：
- 宁法和巴勒莫的其他童女、圣母与圣若瑟和天主圣三，焦阿基諾·马托拉纳
- 《圣嘉弥禄升到天堂》，加斯帕雷·塞雷纳里奥
- 圣若瑟之死，古格列尔莫·博雷曼斯
- 圣家，古格列尔莫·博雷曼斯
- 木匠圣若瑟，古格列尔莫·博雷曼斯
- 《圣父》
- 《圣万南修殉道》

板面画：
- 《圣母病人之痊》

壁画：
- 《圣保禄和十字架的胜利》，焦阿基諾·马托拉纳
- 《圣热罗尼莫》，焦阿基諾·马托拉纳
- 《圣额我略》，焦阿基諾·马托拉纳
- 《圣奥斯定》，焦阿基諾·马托拉纳
- 《圣盎博罗削》，焦阿基諾·马托拉纳
- 《圣斐理伯·内利在荣耀中》，亚历山德罗·德安纳
- 《铜蛇》
- 《圣母升天》
- 《圣马达肋纳忏悔》，亚历山德罗·德安纳

### 雕塑
浮雕：
- 《圣宁法殉道》，加斯帕雷·菲里奥洛
- 《圣嘉弥禄照顾体弱者》，维托里奥·佩雷斯
- 《教堂的开工》，维托里奥·佩雷斯

雕像：
- 《圣若翰洗者》，贾科莫·塞尔波塔
- 《瑪利亞瑪達肋納》，贾科莫·塞尔波塔
- 《圣母玛利亚》，贾科莫·塞尔波塔
- 《七苦圣母》，朱塞佩·米兰蒂
- 《西默盎》（Simeon），安德烈亚·苏尔法雷洛
- 《耶肋米亚》（Jeremiah），加斯帕雷 · 拉法里纳
- 《耶稣之心》
- 《公义》
- 《忏悔》

教堂内有好几个陵墓。